# 长岗镇 (仁怀市)
长岗镇，是中华人民共和国贵州省遵义市仁怀市下辖的一个乡镇级行政单位。

## 行政区划
长岗镇下辖以下地区：
长征街道社区、堰头村、新庄村、茶花村、茅坡村、蔺田村、堰塘坎村、太阳村、风岩村、井坝村和小山头村。